# サンフラワー (ポスト・マローンとスウェイ・リーの曲)
『サンフラワー』(Sunflower) は、ポスト・マローンとスウェイ・リーが2018年にリリースしたコミックソング。2018年に公開されたアニメーション映画『スパイダーマン:スパイダーバース』の主題歌である。ビルボードホット100の1位、英国シングルチャート1位を獲得し、アメリカレコード協会（RIAA）認証トリプルプラチナ等級を受けた。